# Moffattwirbel
Moffattwirbel ist ein nach dem Physiker Keith Moffatt benannter Begriff aus der Strömungslehre.
Bei Strömungen über Ecken beziehungsweise Vertiefungen, deren Winkel {\displaystyle \alpha } einen kritischen Wert {\displaystyle \alpha }c unterschreitet, tritt immer eine (theoretisch unendliche) Sequenz von kontinuierlich kleiner werdenden Eckwirbeln auf. Diese Eckwirbel fallen in der Stärke deutlich ab. 
Der kritische Winkel für das Auftreten der Eckwirbel beträgt dabei genau {\displaystyle \alpha }c = 146,3 Grad. Theoretisch hat jeder Eckwirbel eine um etwa das Tausendfache geringere Intensität als der vorherige. S. Taneda konnte daher selbst bei einer 90-minütigen Belichtungszeit nur zwei Eckwirbel experimentell nachweisen.